# Peter Kliegel
Peter Kliegel (* 10. Dezember 1939 in Schlesien), in chilenischen Dokumenten auch unter dem Namen Peter Kliegel Stiller geführt, ist ein deutscher katholischer Pfarrer, der in Chile tätig ist.
Er wurde am 1. November 1967 ordiniert und baute in den 1970ern mit Slumbewohnern nach dem Prinzip „Hilfe zur Selbsthilfe“ die Maximilian-Kolbe-Siedlung in Osorno mit Häusern, Schulen, Kirchen, einer Musikschule und Jugenddörfern als Unterkunft für Schüler während der Woche. Rund 1.000 Häuser wurden gebaut, die Bewohner erreichten durch diese Initiative materiellen Wohlstand, einen sozialen Zusammenhalt und nachhaltigen sozialen Aufstieg. Unter anderem besteht in der Maximilian-Kolbe-Siedlung seit 1989 die Schule „Sor Teresa de Los Andes“, deren gesetzlicher Vertreter Kliegel ist.
In Osorno „Padre Pedro“ genannt, erhielt er als erster Deutscher die chilenische Ehrenstaatsbürgerschaft, publiziert am 17. August 1995.
Im Oktober 2017 wurde ihm für seine langjährige humanitäre Mission in Chile das Verdienstkreuz am Bande des Verdienstordens der Bundesrepublik Deutschland verliehen.
Kliegel wuchs in Dillenburg in Hessen auf. Er ist Bruder der deutschen Cellistin Maria Kliegel.